# Peter Rees
Peter Rees er en tidligere fodboldspiller, der spillede som angriber for Tranmere Rovers.